# 積石山バオアン族ドンシャン族サラール族自治県
積石山バオアン族ドンシャン族サラール族自治県（せきせきざん-バオアンぞく-トンシャンぞく-サラールぞく-じちけん、中国語：积石山保安族东乡族撒拉族自治县）は中華人民共和国甘粛省臨夏回族自治州に位置するバオアン族・ドンシャン族及びサラール族の自治県。自治県人民政府の所在地は吹麻灘鎮。
甘粛省南西部に位置し、黄土高原からチベット高原へ至る途上の地域。全県総面積は910平方キロメートル。総人口約28万人、耕地面積46.74万ヘクタール。
漢族、回族、バオアン族、ドンシャン族、サラール族、トゥ族、チベット族など10の少数民族が居住している。少数民族の人口は約64.9%、その内バオアン族の人口は2.14万人。全国のバオアン族の95%がこの県に居住している。

## 行政区画
5鎮、12郷を管轄：
- 鎮：吹麻灘鎮、大河家鎮、居集鎮、癿蔵鎮、安集鎮
- 郷：劉集郷、石塬郷、柳溝郷、関家川郷、胡林家郷、寨子溝郷、郭干郷、徐扈家郷、中咀嶺郷、小関郷、鋪川郷、銀川郷